# مغناطيسيات صغرية
المغنطيسيات الصغرية (بالإنجليزية: Micromagnetics)‏ هو حقل من الفيزياء يتعامل مع تنبؤ السلوكيات المغناطيسية ضمن أبعاد ومقاسات ما دون الميكرومتر. مقاسات الطول المعتبرة هنا هي كبيرة بما يكفي لتجاهل التركيب الذري للمواد (تقريب متصل أو تقريب كمي)، ولكنها صغيرة بما فيه الكفاية لحل الهياكل المغناطيسية مثل جدران المجال أو الدوامات. يمكن للمغنطيسيات الصغروية التعامل مع التوازنات الثابتة، عن طريق التقليل من الطاقة المغناطيسية، ومع السلوك الديناميكي، من خلال حل المعادلة الديناميكية التي تعتمد على الوقت.

## نبذة تاريخية
بدأت المغنطيسيات الصغروية كحقل دراسة مستقل (أي التي تتعامل تحديدا مع سلوك المواد المغناطيسية (الحديدية) في أبعاد طولية ما دون الميكرومتر) في عام 1963 عندما نشر ويليام فولر براون جونيور ورقة بحثية عن هياكل جدار مجال عكسي التوازي (بالإنجليزية: antiparallel domain wall structures)‏. حتى في الآونة الأخيرة نسبيا كانت المغنطيسيات الصغروية الحسابية باهظة التكاليف من حيث توفر القدرة التقنية لإجراء العمليات الحسابية، ولكن المسائل الصغيرة هي الآن قابلة للحل على أجهزة الكمبيوتر المكتبية الحديثة.

## تطبيقات
تفاعل المغنطيسيات الصغروية مع الميكانيكا هو أيضا ذو أهمية في سياق التطبيقات الصناعية التي تتعامل مع الرنين المغناطيسي الصوتي مثل مجاهير (ج مجهار) الموجات فوق الصوتية والنواقل المتخصرة بالمغنطة ذات التردد العالي الخ..